# Greg Noll
Greg Noll (San Diego, California, 22 de febrero de 1937-Crescent City, 28 de junio de 2021) fue un surfista estadounidense, un pionero del surf en olas grandes. Conocido como «Da Bull» («El Toro») debido a su manera agresiva de bajar las olas y también por su propia envergadura. Creció surfeando en la South Bay de Los Ángeles y evolucionó su estilo de surf en olas grandes en Palos Verdes, en rompientes como Lunada Bay.

## Biografía
Nacido en San Diego, California, Noll fue conocido por sus hazañas en las grandes olas hawaianas del North Shore en Oahu. Obtuvo muy buena reputación primeramente en noviembre de 1957 después de surfear Waimea con olas de siete a nueve metros cuando previamente se pensaba que era imposible incluso para los locales hawaianos. Aunque es quizás más conocido por ser el primer surfista en coger una ola de la zona del arrecife exterior de la popular rompiente conocida como Pipeline en noviembre de 1964.
Fue más tarde, en Makaha, en diciembre de 1969, cuando cabalgó la que a día de hoy muchos creen que fue la mayor ola jamás surfeada. Aquel año es recordado por haberse producido una de las mayores marejadas de todos los tiempos en Hawái.
Él y otros surfistas como Pat Curren, Mike Stange, Buzzy Trent, George Downing, Mickey Munoz, Wally Froyseth, Fred Van Dyke y Peter Cole son vistos como los surfistas más intrépidos de su generación.
Noll participó como extra en muchas de las producciones de Hollywood estilo Beach Party tan de moda en los años 60. A Noll se le puede identificar fácilmente en esas películas mientras surfea con su icónico bañador estilo presidiario a rayas blancas y negras, y por su stance agachado y con los pies muy separados.
Las hazañas de Noll y otros surfistas de olas grandes son relatadas en el documental Riding Giants. Noll —con Laird Hamilton y Jeff Clark— también proporcionan su entretenida y muy significativa perspectiva sobre el surf en olas grandes de Hawái.
Noll ha sido también uno de los más grandes shapers de longboards y sus tablas son de las más buscadas y caras del mundo.
Vivió en Crescent City, con su esposa y con sus recreaciones de tablas históricas del mundo del surf. Algunas de ellas son: Olos y Alaias, una réplica de una tabla de Duke Kahanamoku, Malibu Chips, Guns, Da Cats, Pacific System Homes y otras.
Greg Noll falleció a la edad de 84 años el 28 de junio de 2021.